# Eulagisca puschkini
Eulagisca puschkini är en ringmaskart som beskrevs av Averincev 1972. Eulagisca puschkini ingår i släktet Eulagisca och familjen Polynoidae. Inga underarter finns listade i Catalogue of Life.